# エイダン・オブライエン
エイダン・オブライエン（Aidan Patrick O'Brien、1969年10月16日 - ）は、アイルランド・ティペラリー県のバリードイル調教場を本拠地とする調教師。イギリス・ニューマーケットを拠点とするジョン・ゴスデンやゴドルフィンの専属調教師であるチャーリー・アップルビーと並び、現代の世界競馬を代表する調教師のひとりである。
長男のジョセフ・オブライエン、次男のドナカ・オブライエンは共に元騎手で現在は調教師。バリードイルの設立者である大調教師ヴィンセント・オブライエンとは同姓だが、血縁関係はない。

## 略歴

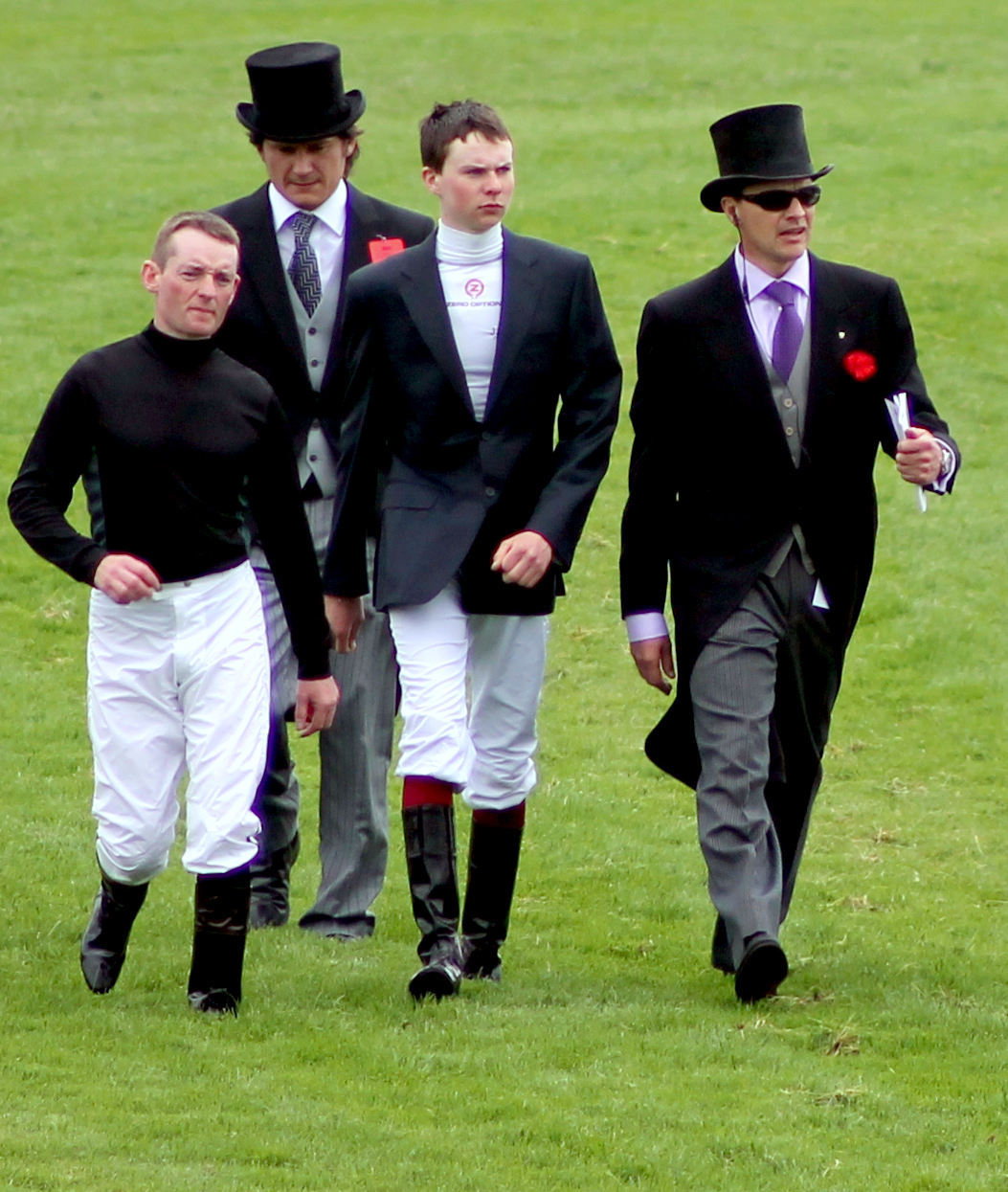
長男ジョセフ・オブライエン（中央右）と本人（右）（2012年ダービーステークス）

1969年にアイルランド・ウェックスフォード県で農場の息子として誕生する。カラ競馬場近くの厩舎で働いたのち、アイルランドの名伯楽ジム・ボルジャー調教師のもとで調教助手として働き始める。
その後、将来の妻となるアン・マリー・クローリー調教師の調教助手となり、1991年に結婚する。1993年に調教師免許を取得し、妻の厩舎を引き継ぐ形で調教師生活をスタートさせた。当初は障害調教師として名を上げ、1993-1994年シーズンから1997-1998年シーズンまで5年連続でアイルランド障害リーディング・トレーナーに輝く。また障害のアマチュア騎手としても活躍し、1993-1994年シーズンにはアイルランドのアマチュア騎手チャンピオンとなった。
その腕をクールモアグループの総帥ジョン・マグナーに認められ、引退したヴィンセント・オブライエンの後任に抜擢されてバリードイルに厩舎を開業。クールモアの専属調教師として平地競走でも活躍し始める。ガリレオ、ジャイアンツコーズウェイ、ロックオブジブラルタルなど幾多の名馬を育て上げ、1997年から2006年まで10年連続でアイルランド平地リーディング・トレーナーを獲得。さらに2001年、2002年にはイギリス平地リーディング・トレーナーにも輝いている。
バリードイルでは日本人スタッフも数名働いているが、管理馬を日本に遠征させることはほとんどなく、実際に出走したのは2004年ジャパンカップのパワーズコート、2010年ジャパンカップのジョシュアツリー、2017年ジャパンカップのアイダホ、2018年のカプリ、2021年のジャパン (競走馬)、ブルーム (競走馬)、2024年のオーギュストロダンの7頭である。そのうちジャパンとブルームはクールモアと日本のキーファーズとの共同所有馬である。2007年のジャパンカップに出走予定だった同年のヨーロッパ年度代表馬ディラントーマスは検疫段階で入国が認められず出走出来ず、また2023年もコンティニュアスで参戦予定で招待も受諾されたが来日前の調教で後肢に違和感が出たため同レースを回避している。
2016年の凱旋門賞には3頭を出走させ、その3頭が上位を独占という史上初の快挙を成し遂げた。しかもその3頭全てが、自身が管理したガリレオ産駒であった。
2017年にはG1レース計28勝をあげ、故ロバート・フランケル元調教師が持つ平地G1年間世界最多勝記録を塗り替える快挙を成し遂げた。
2022年6月18日ハードウィックステークスをブルームで勝利して、重賞900勝目を達成した。

## おもな管理馬
- イスタブラク（チャンピオンハードル3回、アイリッシュチャンピオンハードル4回）
- デザートキング（ナショナルステークス、アイリッシュ2000ギニー、アイリッシュダービー）
- クラシックパーク（アイリッシュ1000ギニー）
- キングオブキングス（ナショナルステークス、2000ギニーステークス）
- シャトゥーシュ（オークス）
- サフロンウォルデン（アイリッシュ2000ギニー）
- ファスリエフ（フィーニクスステークス、モルニ賞）
- ストラヴィンスキー（ジュライカップ、ナンソープステークス）
- ジャイアンツコーズウェイ（サラマンドル賞、セントジェームズパレスステークス、エクリプスステークス、サセックスステークス、インターナショナルステークス、アイリッシュチャンピオンステークス）
- アリストトゥル（レーシングポストトロフィー）
- ミナルディ（フィーニクスステークス、ミドルパークステークス）
- シーロ（グランクリテリウム、リュパン賞、セクレタリアトステークス）
- セクォイヤー（モイグレアスタッドステークス）
- ベケット（ナショナルステークス）
- ローズジプシー（プール・デッセ・デ・プーリッシュ）
- ブラックミナルーシュ（アイリッシュ2000ギニー、セントジェームズパレスステークス）
- イマジン（アイリッシュ1000ギニー、オークス）
- ガリレオ（エプソムダービー、アイリッシュダービー、キングジョージ6世&クイーンエリザベスダイヤモンドステークス）
- ヨハネスブルグ（フィーニクスステークス、モルニ賞、ミドルパークステークス、ブリーダーズカップ・ジュヴェナイル）
- モーツァルト（ジュライカップ、ナンソープステークス）
- クォータームーン（モイグレアスタッドステークス）
- ミラン（セントレジャーステークス）
- ホークウイング（ナショナルステークス、エクリプスステークス、ロッキンジステークス）
- ロックオブジブラルタル（グランクリテリウム、デューハーストステークス、2000ギニーステークス、アイリッシュ2000ギニー、セントジェームズパレスステークス、サセックスステークス、ムーラン・ド・ロンシャン賞）
- ショロコフ（イタリアグランクリテリウム）
- ハイシャパラル（レイシングポストトロフィー、エプソムダービー、アイリッシュダービー、ブリーダーズカップ・ターフ2回、アイリッシュチャンピオンステークス）
- バリンガリー（クリテリウムドサンクルー、カナディアンインターナショナルステークス）
- ランドシーア（プール・デッセ・デ・プーラン、ターフマイルステークス）
- ソフィスティキャット（コロネーションステークス）
- スパルタカス（フィーニクスステークス、イタリアグランクリテリウム）
- ホールドザットタイガー（グランクリテリウム）
- ブラックサムベラミー（イタリアジョッキークラブ大賞、タタソールズゴールドカップ）
- ブライアンボルー（レイシングポストトロフィー、セントレジャーステークス）
- アルベルトジャコメッティ（クリテリウムドサンクルー）
- イエスタデイ（アイリッシュ1000ギニー）
- ワンクールキャット（フィーニクスステークス、ナショナルステークス）
- ネックレス（モイグレアスタッドステークス）
- パワーズコート（タターソールズゴールドカップ、アーリントンミリオン）
- アドヴァローレム（ミドルパークステークス、クイーンアンステークス）
- オラトリオ（ジャン・リュック・ラガルデール賞、エクリプスステークス、アイリッシュチャンピオンステークス）
- フットステップスインザサンド（2000ギニーステークス）
- ヴァージニアウォーターズ（1000ギニーステークス）
- スコーピオン（パリ大賞典、セントレジャーステークス、コロネーションカップ）
- ジョージワシントン（フィーニクスステークス、ナショナルステークス、2000ギニーステークス、クイーンエリザベス2世ステークス）
- ランプルスティルトスキン（モイグレアスタッドステークス、マルセル・ブサック賞）
- ホレーショネルソン（ジャン・リュック・ラガルデール賞）
- オージールールズ（プール・デッセ・デ・プーラン、ターフマイルステークス）
- アレクサンドローヴァ（オークス、アイリッシュオークス、ヨークシャーオークス）
- ディラントーマス（アイリッシュダービー、アイリッシュチャンピオンステークス2回、ガネー賞、キングジョージ6世&クイーンエリザベスステークス、凱旋門賞）
- アストロノマーロイヤル（プール・デッセ・デ・プーラン）
- エクセレントアート（セントジェームズパレスステークス）
- ホーリーローマンエンペラー（フィーニクスステークス、ジャン・リュック・ラガルデール賞）
- ピーピングフォーン（プリティーポリーステークス、アイリッシュオークス、ナッソーステークス、ヨークシャーオークス）
- イェーツ（コロネーションカップ、ゴールドカップ4回、アイリッシュセントレジャー、ロワイヤルオーク賞）
- マウントネルソン（クリテリウムアンテルナシオナル、エクリプスステークス）
- ソルジャーオブフォーチュン（アイリッシュダービー、コロネーションカップ）
- デュークオブマーマレード（ガネー賞、タタソールズゴールドカップ、プリンスオブウェールズステークス、キングジョージ6世&クイーンエリザベスステークス、インターナショナルステークス）
- ヘンリーザナヴィゲーター（2000ギニーステークス、アイリッシュ2000ギニー、セントジェームズパレスステークス、サセックスステークス）
- ハラダサン（クイーンアンステークス）オーストラリアから移籍
- ハーフウェイトゥヘヴン（アイリッシュ1000ギニー、ナッソーステークス、サンチャリオットステークス）
- フローズンファイア（アイリッシュダービー）
- ムーンストーン（アイリッシュオークス）
- リッスン（フィリーズマイル）
- セプティマス（アイリッシュセントレジャー）
- フェイムアンドグローリー（クリテリウムドサンクルー、アイリッシュダービー）
- マスタークラフツマン（フィーニクスステークス、ナショナルステークス、アイリッシュ2000ギニー、セントジェームズパレスステークス）
- リップヴァンウィンクル（サセックスステークス、クイーンエリザベス2世ステークス）
- ケープブランコ（アイリッシュダービー、マンノウォーステークス、アーリントンミリオン、ジョーハーシュ・ターフクラシック招待）
- ソーユーシンク（タタソールズゴールドカップ2回、エクリプスステークス、アイリッシュチャンピオンステークス）オーストラリアから移籍
- セントニコラスアビー（レーシングポストトロフィー、コロネーションカップ2回、ブリーダーズカップ・ターフ）
- ロデリックオコナー（アイリッシュ2000ギニー）
- トレジャービーチ（アイリッシュダービー、セクレタリアトステークス）
- キャメロット（レーシングポストトロフィー、2000ギニーステークス、エプソムダービー、アイリッシュダービー）
- ルーラーオブザワールド (2013年エプソムダービー)
- ホームカミングクイーン（1000ギニーステークス）
- ワズ（オークス）
- パワー（アイリッシュ2000ギニー）
- ハイランドリール(キングジョージ6世&クイーンエリザベスステークス、香港ヴァーズ2回、セクレタリアトステークス)
- ファウンド(2015年BCターフ、2016年凱旋門賞)
- オーダーオブセントジョージ(2016・17年アイリッシュセントレジャー)
- バリードイル (2015年マルセルブサック賞)
- マインディング(2015年モイグレアスタッドステークス、フィリーズマイル、2016年1000ギニー、オークス、プリティーポリーステークス、ナッソーステークス、クイーンエリザベス2世ステークス)
- アリススプリングス (2016年ファルマスステークス、メイトロンステークス、サンチャリオットステークス)
- ロードデンドロン (2016年フィリーズマイル、2017年オペラ賞、2018年ロッキンジステークス）
- カラヴァッジオ（2016年フェニックスステークス、2017年コモンウェルスカップ）
- ウイングスオブイーグルス (2017年エプソムダービー）
- カプリ (2017年アイリッシュダービー、セントレジャーステークス)
- ハイドレンジア (2017年メイトロンステークス、英チャンピオンズフィリー&メアズステークス)
- サクソンウォリアー（2017年レーシングポストトロフィー、2018年2000ギニー）
- ランカスターボンバー (2018年タタソールズゴールドカップ)
- フォーエヴァートゥゲザー (2018年オークス)
- ユーエスネイビーフラッグ（2017年ミドルパークステークス、デューハーストステークス、2018年ジュライカップ）
- メンデルスゾーン（2017年ブリーダーズカップ・ジュヴェナイルターフ）
- アテナ  (2018年ベルモントオークス)
- キューガーデンズ  (2018年パリ大賞、セントレジャーステークス)
- フラッグオブオナー  (2018年アイリッシュセントレジャー)
- ピースフル（2020年アイリッシュ1000ギニー）
- サーペンタイン (2020年エプソムダービー）
- ラヴ（2019年モイグレアスタッドステークス、2020年1000ギニーステークス、オークス、ヨークシャーオークス、2021年プリンスオブウェールズステークス）
- マザーアース（2021年1000ギニーステークス）
- セントマークスバシリカ（2020年デューハーストステークス、2021年プール・デッセ・デ・プーラン、ジョッケクルブ賞、エクリプスステークス、アイリッシュチャンピオンステークス）
- スノーフォール（2021年オークス、アイリッシュオークス、ヨークシャーオークス）
- エンプレスジョセフィン（2021年アイリッシュ1000ギニー）
- チューズデー（2022年オークス、ブリーダーズカップ・フィリー&メアターフ）
- ヴィクトリアロード（2022年ブリーダーズカップ・ジュヴェナイルターフ）
- メディテート（2022年ブリーダーズカップ・ジュヴェナイルフィリーズターフ）
- オーギュストロダン（2022年フューチュリティトロフィー、2023年エプソムダービー、アイリッシュダービー、アイリッシュチャンピオンステークス、ブリーダーズカップ・ターフ、2024年プリンスオブウェールズステークス）
- シティオブトロイ（2023年デューハーストステークス、2024年エプソムダービー、エクリプスステークス、インターナショナルステークス）

## おもな専属騎手
- コルム・オドノヒュー（1997年 - 2015年）
- シーミー・ヘファーナン  (1998年 - )
- マイケル・キネーン（1998年 - 2003年）
- ジェイミー・スペンサー（2004年）
- キーレン・ファロン（2005年 - 2007年）
- ジョニー・ムルタ（2008年 - 2014年）
- パドレイグ・ベギー  (2015年 - )
- ジョセフ・オブライエン（2011年 - 2015年）
- ライアン・ムーア (2015年 - )[3]
- ドナカ・オブライエン (2016年 - 2019年)
- ウェイン・ローダン (2017年 -)
- マイケル・ハシー